# SpVgg Eintracht Höhr-Grenzhausen
Die SpVgg Eintracht Höhr-Grenzhausen war ein deutscher Sportverein mit Sitz in der rheinland-pfälzischen Stadt Höhr-Grenzhausen im Westerwaldkreis.

## Geschichte
Der Verein wurde am 20. Juli 1946 als Fusion aufgrund einer Militärverfügung gegründet.

### Fußball
Die Fußball-Mannschaft stieg zur Saison 1950/51 in die damals zweithöchste Spielklasse, die Landesliga Rheinland, auf. Dort beendete die Mannschaft die Saison mit 27:33 Punkten auf dem zehnten Platz.

#### Erste Phase in der Amateurliga
Aus der zweiten Amateurliga aufgestiegen, nahm die Mannschaft dann in der Saison 1954/55 erstmals an der damals drittklassigen Amateurliga Rheinland teil. Dort konnte die erste Saison mit 30:26 Punkten auf dem vierten Platz abgeschlossen werden. Schon in der nächsten Saison landete die Mannschaft aber mit 26:30 Punkten am Ende nur noch auf dem 11. Platz. Zur Saison 1956/57 wurde die Liga in zwei Staffeln aufgeteilt, die Eintracht wurde dabei in die Staffel Ost eingegliedert. Mit dem neunten Platz und 18:26 Punkten in der Tabelle landete die Mannschaft erneut nur auf einem der hinteren Plätze. Zur Saison 1958/59 wechselte die Mannschaft dann innerhalb der Liga in die Staffel West und schloss seine erste Saison dort mit 20:28 Punkten auf dem achten Platz ab. In der nächsten Saison befand sich das Team dann wieder in der Staffel Ost und schloss die Tabelle dort mit 22:30 Punkten erneut auf dem 11. Platz ab. Nach der nächsten Saison befand sich die Eintracht nach langer Zeit mit 25:23 Punkten wieder mal mit dem fünften Platz in der oberen Hälfte der Tabelle. Danach konnte aber keine so hohe Platzierung auf der Tabelle mehr erreicht werden. Nach der Saison 1962/63 wurde die Liga dann wieder eingleisig und bedingt durch den neunten Platz innerhalb seiner Staffel stieg die Mannschaft am Ende dann auch wieder in die 2. Amateurliga ab.

#### Zweite Phase in der Amateurliga
Nach zehn Jahren der Abstinenz stieg die Mannschaft zur Saison 1972/73 wieder aus der zweiten in die erste Amateurliga Rheinland auf. Mit 23:27 Punkten stieg die Mannschaft bedingt durch den 14. Platz aber auch sofort wieder ab.
Erstmals in der Saison 1975/76 konnte sich die Mannschaft dann noch für den DFB-Pokal qualifizieren. In der 1. Hauptrunde gelang dann sogar ein 4:3-Sieg gegen den SV Spielberg. Nach der 2. Hauptrunde war dann durch eine 5:1 bei Arminia Bielefeld dann aber auch Schluss. Ein weiterer Aufstieg gelang zur Saison 1976/77, in welcher man am Ende mit dem 13. Platz und 23:37 Punkten auch die Liga halten konnte. Nach der nächsten Saison wurde die Liga dann aufgeteilt. Bedingt durch den 16. und damit letzten Platz der Tabelle am Ende der Saison, musste der Verein sogar quasi zwei Spielklassen weiter unten weitermachen und stieg wieder in die 2. Amateurliga ab.
Am 10. Juni 2002 schloss sich der Verein mit dem VfL Höhr-Grenzhausen zum neuen Verein SportFreunde Höhr-Grenzhausen zusammen.